# Artur Lamecki

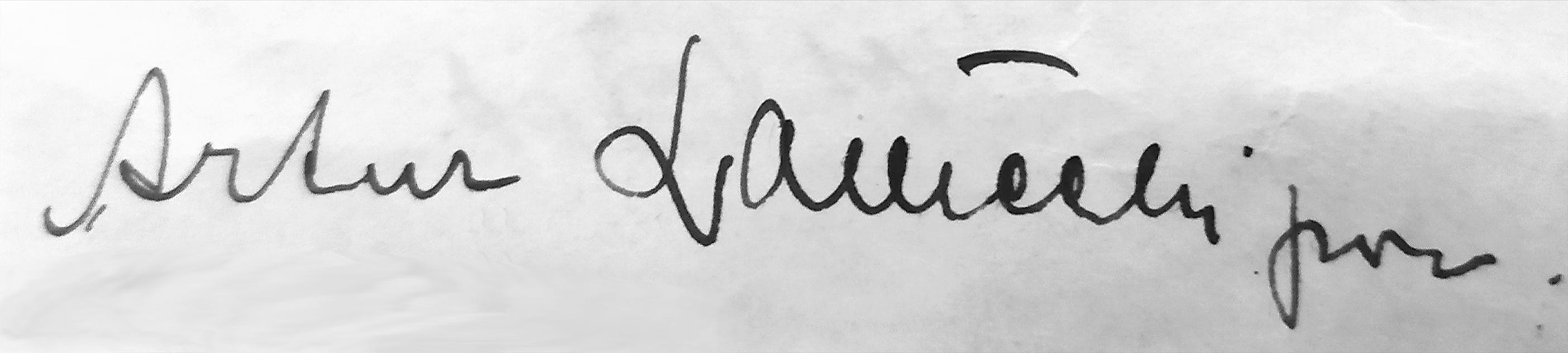
Podpis kpt. Artura Lameckiego.

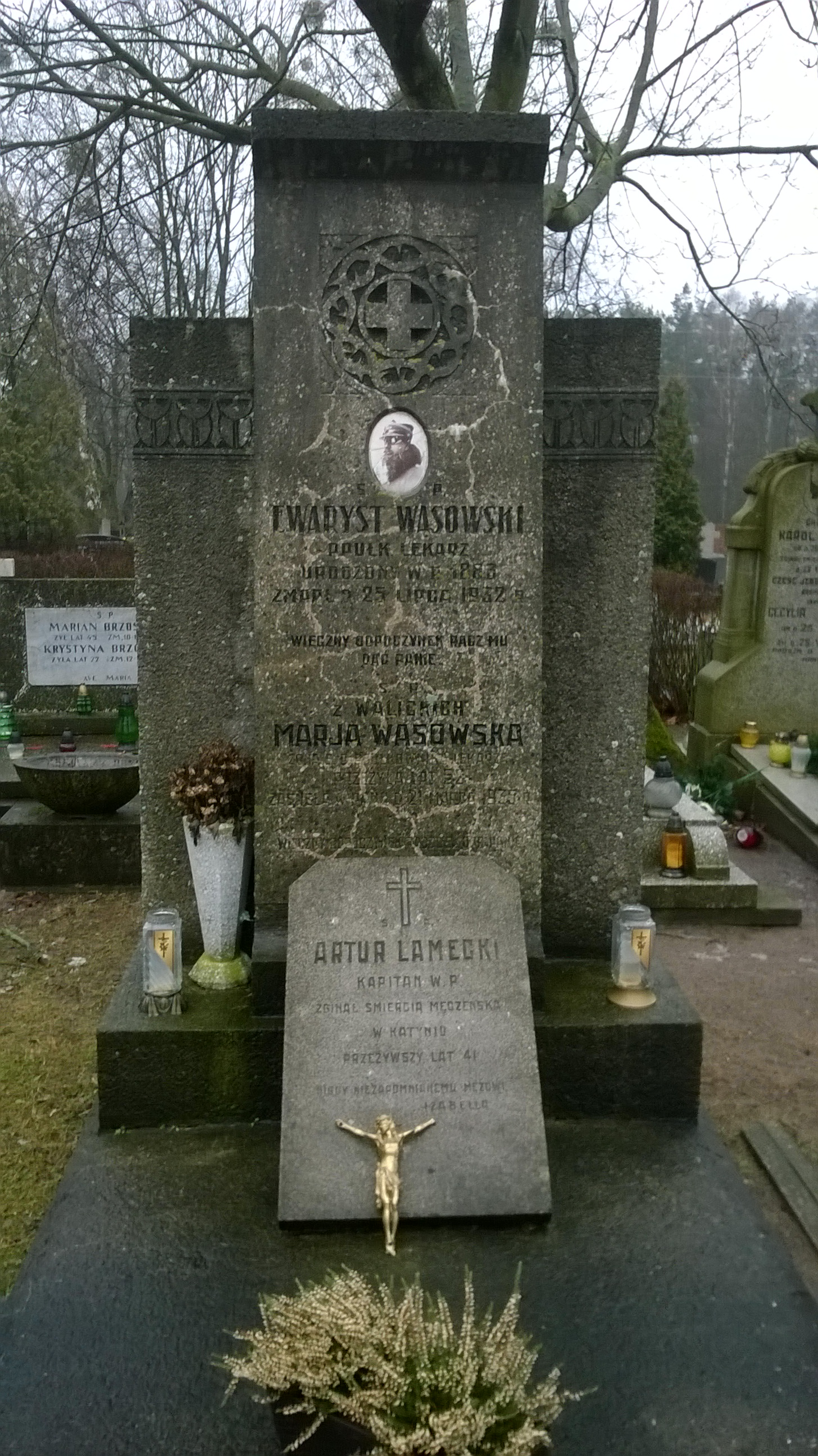
Grób ppłk. lek. Ewarysta Wąsowskiego z tablicą nagrobną kpt. Artura Lameckiego.

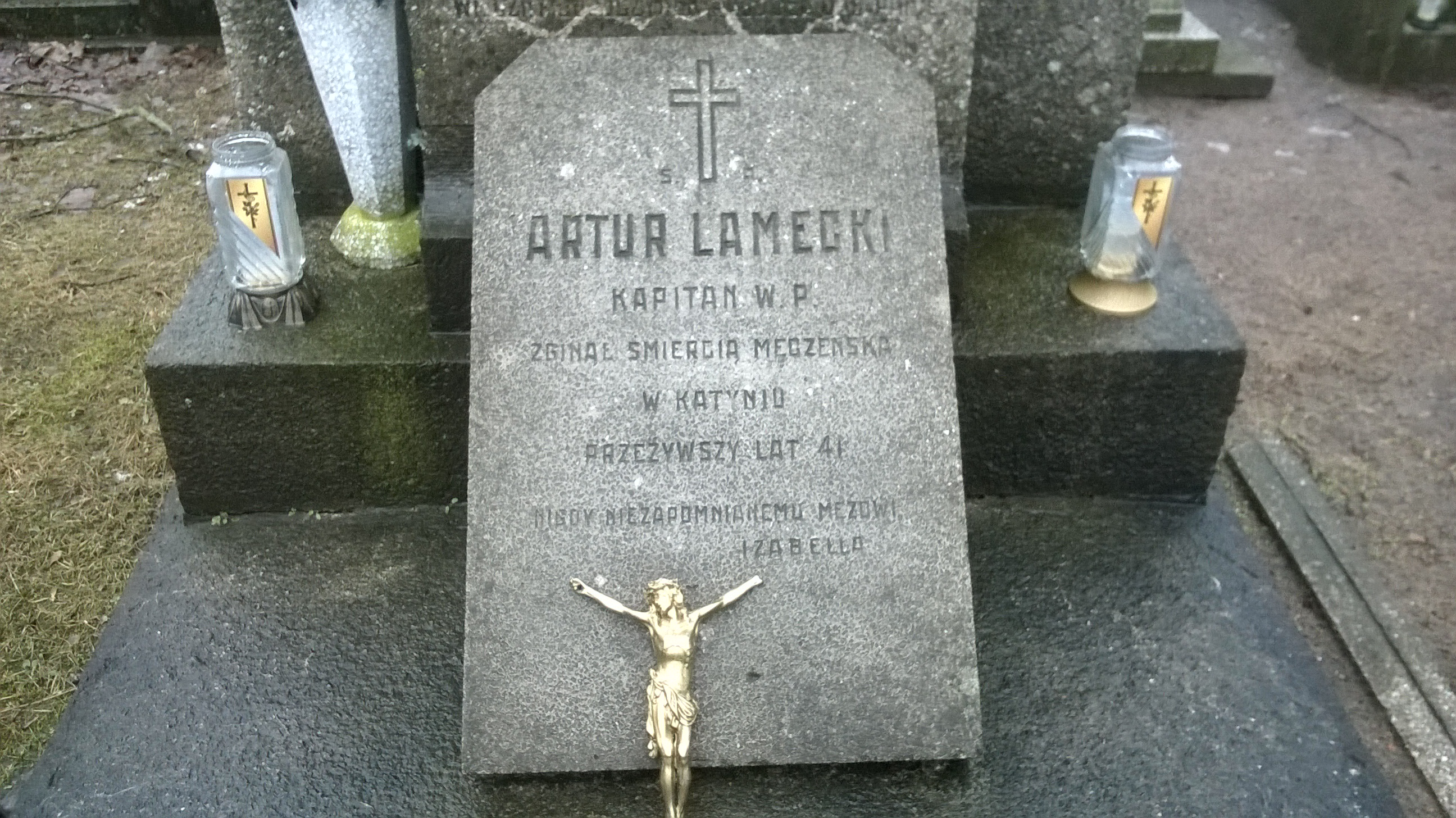
Tablica na symbolicznym grobie kpt. Artura Lameckiego.

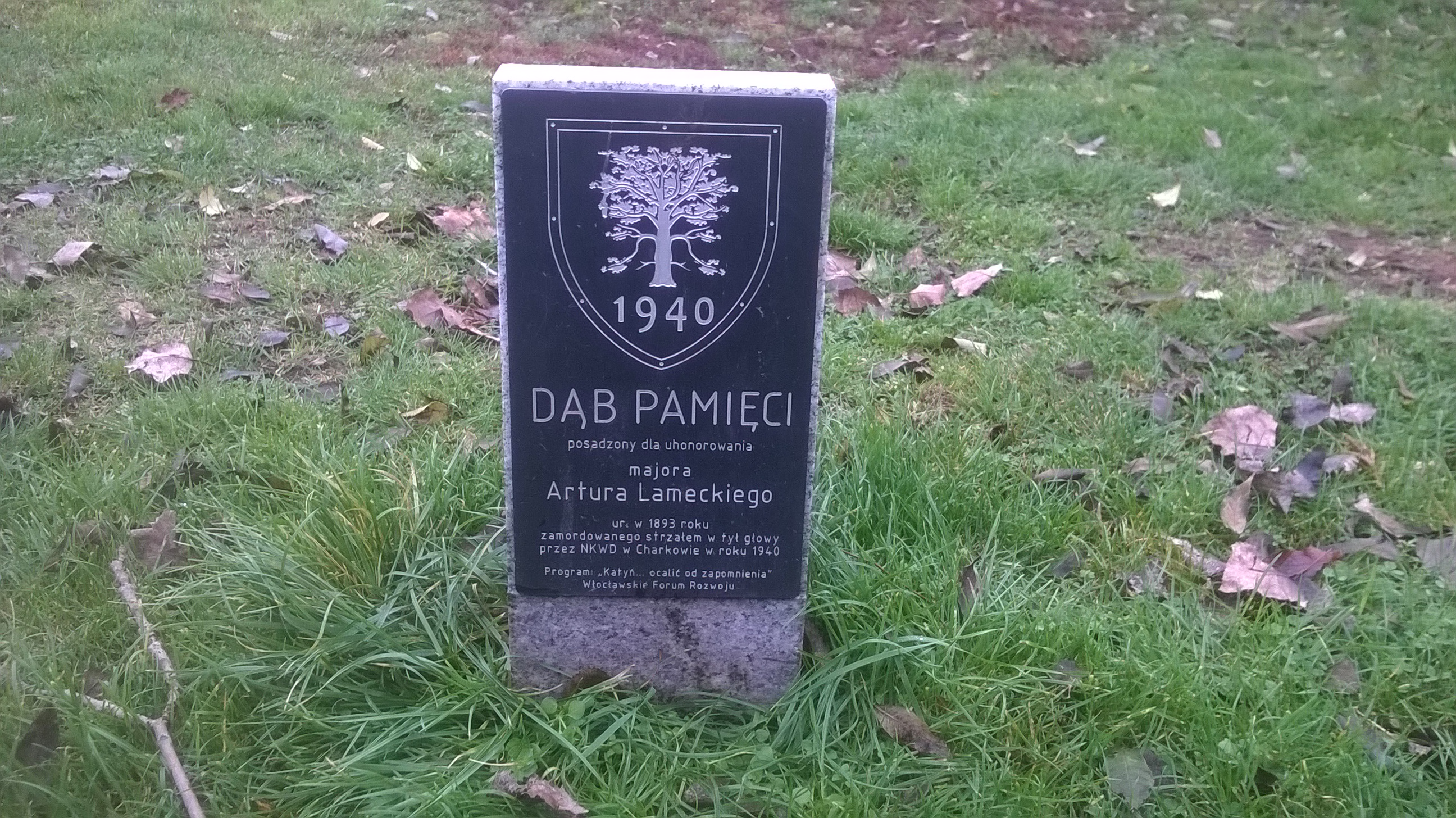
Tabliczka przy Katyńskim Dębie Pamięci mjr. Artura Lameckiego we włocławskim Parku im. W. Łokietka.

Artur Lamecki (ur. 15 kwietnia 1899 w Tomaszowie Mazowieckim, zm. w kwietniu 1940 w Katyniu) – kapitan piechoty Wojska Polskiego, ofiara zbrodni katyńskiej.

## Życiorys
Urodzony w Tomaszowie Mazowieckim – syn Jana i Michaliny z Remiszów. Członek Polskiej Organizacji Wojskowej, w listopadzie 1918 roku był dowódcą niewielkiego oddziału żandarmerii w Tomaszowie Mazowieckim.
Do odrodzonego Wojska Polskiego wstąpił pod koniec od 1918 roku. Początkowo wcielony został do 28 pułku piechoty. W 1919 roku walczył na froncie czeskim i ukraińskim .
Na przełomie lipca i sierpnia 1920 roku został odesłany z frontu i skierowany na 3-miesięczny kurs do Wielkopolskiej Szkoły Podchorążych Piechoty w Bydgoszczy. Szkolił się w klasie VI (kompania I/VI), której komendantem był ppor. Józef Skrzydlewski. W związku ze zbliżaniem się bolszewików do linii Wisły, szkoła otrzymała do ewentualnej obrony most i przyczółek mostowy w Fordonie. W dniu 16 sierpnia batalion szkolny (kompanie: IV, V i VI) pod komendą kpt. Stefana Kosseckiego wymaszerował na wyznaczone stanowiska i przystąpił do umacniania przydzielonego odcinka. Kompania Artura Lameckiego stanowiła odwód dowództwa batalionu i rozlokowana była w Małym Kapuścisku. Dnia 20 sierpnia 1920 r., wobec załamania się sowieckich planów, cały batalion powrócił do Bydgoszczy, gdzie kontynuowano przerwane zajęcia. Po zdaniu egzaminów, które odbywały się w dniach od 1 do 5 grudnia 1920 r., Artur Lamecki ukończył kurs z 90. lokatą i otrzymał nominację na podchorążego. Po czternastodniowym urlopie wypoczynkowym skierowany został do nowo wyznaczonej jednostki. Jego oddziałem macierzystym został wówczas 14 pułk piechoty , w którym służył od dnia 21 grudnia 1920 r.
Dekretem Naczelnego Wodza marszałka Józefa Piłsudskiego L.2778 z 26 marca 1921 r. jako absolwent 6 klasy Wielkopolskiej Szkoły Podchorążych Piechoty został mianowany podporucznikiem w piechocie z dniem 1 kwietnia 1921 roku i 90. lokatą. Wykazany został wówczas jako oficer baonu zapasowego 14 pułku piechoty.
Na dzień 1 czerwca 1921 roku, w randze podporucznika, pełnił służbę w 4 pułku strzelców konnych, pozostając w tym czasie nadal etatowym oficerem 14 pułku piechoty. Dekretem Naczelnika Państwa i Wodza Naczelnego z dnia 3 maja 1922 r. (dekret L. 19400/O.V.) został zweryfikowany w stopniu podporucznika, ze starszeństwem z dniem 1 stycznia 1921 roku i 1208. lokatą łączną w korpusie oficerów piechoty (była to zarazem 27. lokata w starszeństwie). Do stopnia porucznika awansowany został w dniu 12 lutego 1923 roku przez Prezydenta Rzeczypospolitej Stanisława Wojciechowskiego, ze starszeństwem z dniem 1 stycznia 1923 roku i 21. lokatą w korpusie oficerów piechoty.
We włocławskim 14 pułku piechoty (po zakończeniu działań wojennych 14 pułk piechoty został dyslokowany do Włocławka, do którego to miasta przybył w maju 1921 roku) służył do końca lat trzydziestych XX wieku, zajmując w 1923 roku – 15. lokatę wśród poruczników w swoim starszeństwie. W roku 1924 była to już 11. lokata w starszeństwie, a w roku 1928 – 10. lokata wśród poruczników korpusu piechoty ze swego starszeństwa. Ukończył kurs doskonalenia młodszych oficerów piechoty w Warszawie (w latach 1923–1924), kurs w Centralnej Szkole Strzelniczej w Toruniu (w roku 1924) oraz kurs wf w Poznaniu (w roku 1929). Na dzień 19 września 1928 r. piastował stanowisko oficera instrukcyjnego Przysposobienia Wojskowego na powiat lipnowski. W roku 1930 zajmował 1317. lokatę łączną pośród poruczników korpusu piechoty (była to jednocześnie 8. lokata w starszeństwie).
Na mocy Rozkazu Dowódcy 14 Pułku Piechoty nr 209 z 1929 roku, od dnia 26 września 1929 roku pełnił funkcję komendanta Przysposobienia Wojskowego na powiat lipnowski. Oficjalne zatwierdzenie na tym stanowisku, w korpusie oficerów piechoty, nastąpiło na podstawie zarządzenia Ministra Spraw Wojskowych (sygnatura B.P.L. 14901-I-Piech. 16500-31) marszałka Józefa Piłsudskiego, ogłoszonego w dniu 3 sierpnia 1931 roku. Na tym stanowisku został wykazany również w dniu 21 września 1933 r. W listopadzie tegoż roku dowodził już 9 kompanią strzelecką w III batalionie. To samo stanowisko zajmował we wrześniu 1934 roku. Następnie dowodził (co najmniej od dnia 22 listopada 1934 roku) 7 kompanią strzelecką w III batalionie. Funkcję tę sprawował również w dniu 21 września 1936 roku, po czym ponownie objął stanowisko powiatowego komendanta Przysposobienia Wojskowego - tym razem na powiat nieszawski. Funkcję tę piastował co najmniej już od dnia 16 czerwca 1937 roku.
Zarządzeniem Prezydenta Rzeczypospolitej Ignacego Mościckiego z dnia 9 listopada 1931 roku, za prace w dziele odzyskania niepodległości, nadano por. Lameckiemu Medal Niepodległości. Pozostając w randze porucznika zajmował w 1932 roku – 7. lokatę w swoim starszeństwie, a na dzień 1 lipca 1933 r. była to już 5. lokata w swoim starszeństwie (a zarazem 753. lokata łączna pośród poruczników korpusu piechoty). Na rok 1934 porucznik Lamecki wyznaczony został członkiem Sądu Honorowego 14 pułku piechoty. W dniu 5 czerwca 1935 roku Artur Lamecki zajmował 561. lokatę łączną wśród poruczników korpusu piechoty, a jednocześnie 4. lokatę w swoim starszeństwie. Do rangi kapitana został awansowany ze starszeństwem z dniem 1 stycznia 1936 roku i 154. lokatą w korpusie oficerów piechoty.
Na dzień 16 marca 1938 roku zajmował nadal stanowisko komendanta powiatowego PW na powiat nieszawski, a następnie - na mocy rozkazu Biura Personalnego Ministerstwa Spraw Wojskowych z grudnia 1938 roku - został przeniesiony z 14 pułku piechoty do Korpusu Ochrony Pogranicza i przydzielony do pułku KOP „Sarny”. Z dniem 16 stycznia 1939 roku objął definitywnie obowiązki komendanta powiatowego PW Kostopol.
Na dzień 23 marca 1939 roku pełnił służbę w pułku KOP „Sarny”, piastując nadal stanowisko powiatowego komendanta Przysposobienia Wojskowego w Kostopolu, znajdującego się w strukturach 302 Rejonu Przysposobienia Wojskowego „Polesie” (z siedzibą w Sarnach, przy pułku KOP „Sarny”). W tym czasie zajmował 111. lokatę wśród kapitanów korpusu piechoty w swoim starszeństwie. Po agresji ZSRR na Polskę, w bliżej nieznanych okolicznościach dostał się do sowieckiej niewoli. Przetrzymywany był w obozie kozielskim. Wiosną 1940 roku został zamordowany w Katyniu.
Minister Obrony Narodowej decyzją Nr 439/MON z dnia 5 października 2007 roku awansował go pośmiertnie do stopnia majora . Awans został ogłoszony w dniu 9 listopada 2007 r. w Warszawie, w trakcie uroczystości „Katyń Pamiętamy – Uczcijmy Pamięć Bohaterów”.

## Rodzina
19 września 1928 roku w kościele parafialnym pw. św. Jana we Włocławku wziął ślub z Izabelą Marią Wąsowską (urodzoną w 1907 r. w Kijowie), córką lekarza pułkowego – ppłk. Ewarysta Wąsowskiego (zmarłego w 1932 roku) i Marii Joanny z domu Walickiej (zmarłej w 1935 roku). Sakramentu małżeństwa udzielił im kapelan garnizonu włocławskiego - ks. kpt. Stanisław Murasik.

## Upamiętnienie
Katyński Dąb Pamięci poświęcony majorowi Arturowi Lameckiemu zasadzony został w 2010 roku we włocławskim Parku im. Władysława Łokietka . Symboliczna tablica nagrobna zamordowanego przez NKWD oficera znajduje się na Cmentarzu Komunalnym we Włocławku, na grobie jego teściów – Marii i Ewarysta Wąsowskich (sektor 84D, rząd 1, grób 13).

## Odznaczenia
- Medal Niepodległości[26]
- Medal Pamiątkowy za Wojnę 1918–1921[5]
- Medal Dziesięciolecia Odzyskanej Niepodległości[5]
- Krzyż Kampanii Wrześniowej 1939 r. – 1 stycznia 1986 r. (pośmiertnie)[37]